# Brzeg (Tomaszów Mazowiecki)
Pour les articles homonymes, voir Brzeg (homonymie).
Brzeg est une localité polonaise de la gmina de Rzeczyca, située dans le powiat de Tomaszów Mazowiecki en voïvodie de Łódź.